# University of West Florida
University of West Florida (förkortat UWF) är ett universitet i Pensacola i nordvästra Florida, USA. Universitet grundades 1963 och har omkring 11 000 studenter samt ett av landets största Campus. Skolan är bland annat känd för att vara mycket framstående inom reklamområdet, och har vunnit tävlingen National Student Advertising Competition (NSAC) tre gånger i konkurrens med landets största universitet.